# Ion (mitologia)
Na mitologia grega, Ion (em grego clássico: Ἴων; romaniz.: Ion) era filho de Xuto e Creusa, irmão de Aqueu e pai de Bura (cuja mãe era Helice ou Helike, filha de Selinunte ). Epônimo do povo jónico, os primeiros helenos a invadir a  Grécia, embora considerados como helenos de segunda geração, já que se apropriaram do panteão religioso  dos pelasgos). Ion tornou-se rei de Atenas.
Selinunte, rei de Egialo (região da Acaia), para evitar  uma guerra, oferece  a Ion a mão de sua filha, Helike. Após a morte de Selinunte e de Helike, Ion se torna rei e funda a cidade de Helike.
Durante a guerra entre  eleusinos e atenienses, Ion intervém a favor de Atenas (que afinal acaba sendo vencedora), mas é morto e sepultado na Ática.  
Sua filha Bura é considerada como o epônimo da cidade de Bura que então surgia nas proximidades da atual Patras. Posteriormente, seus descendentes foram expulsos pelos aqueus, descendentes de seu irmão..
Há versões da mitologia segundo as quais Íon nasceu em consequência de um estupro ocorrido quando Creusa colhia flores de açafrão e foi surpreendida por Apolo, que a fecundou. Eurípides, na tragédia Ion, Eurípides também escreve que Ion é filho de Creusa e de Apolo. Ela abandona a criança, e o deus, com pena do recém-nascido, leva-o para o templo. A criança cresce e se dedica ao templo. Tempos depois, quando Creusa e Xuto vão à cidade para perguntar ao oráculo se teriam filhos, Apolo, sob a forma de oráculo, diz  a Xuto que a  primeira pessoa que iria encontrar, ao sair do santuário de Delfos, seria o seu filho. Creusa então encontra Ion e conversa com ele.